# Tamara Rojo

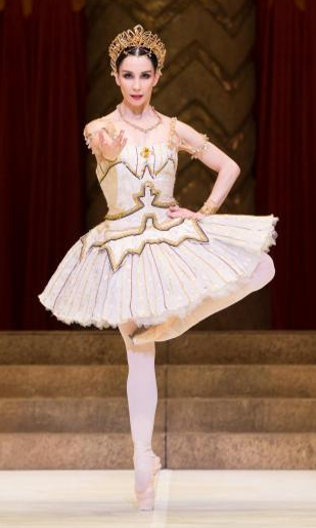

Tamara Rojo (* 17. Mai 1974 in Montreal) ist eine spanische Balletttänzerin und Choreografin. Von 2012 bis Juni 2022 war sie künstlerische Leiterin des English National Ballet. 2016 wurde sie mit dem Order of the British Empire ausgezeichnet.

## Leben und Karriere

### Die Anfänge
Tamara Rojos spanische Eltern lebten in Kanada, weil der Vater aufgrund der franquistischen Diktatur nicht in Spanien leben konnte oder wollte. Als sie vier Monate alt war, kehrte die Familie nach Spanien zurück. 1983 trat sie als Studentin in die Akademie von Víctor Ullate ein. Ab 1991 war sie Tänzerin in der Kompanie der Schule und hatte parallel dazu die Möglichkeit, im städtischen Ballett von Madrid zu tanzen. Sie ergänzte ihre Ausbildung bei Karemia Moreno, Marika Besobrasowa und Anatoli Lewis und schloss eine Ausbildung am madrilenischen königlichen Konservatorium Mariemma mit Auszeichnung ab.

### Frühe Karriere
1994 gewann sie beim internationalen Tanz-Wettbewerb in Paris die Goldmedaille sowie den Sonderpreis der Jury, in der unter anderem Natalia Makarowa, Galina Samsova und Wladimir Wasillijew vertreten waren. Galina Samsova war zu jener Zeit die künstlerische Leiterin des Scottish Ballet. 1996 lud sie Tamara Rojo ein, ihrer Kompanie beizutreten. Tamara Rojo tanzte dort Hauptrollen in Schwanensee, dem Nussknacker, La Sylphide und in John Crankos Choreografie von Romeo und Julia. Im folgenden Jahr wurde sie von Derek Dean, dem künstlerischen Leiter des English National Ballet, engagiert. Derek Dean gestaltete für sie die Rollen der Julia in Romeo und Julia und der Clara im Nussknacker. Für diesen Auftritt wurde sie 1997 von der Times als „Tanzentdeckung des Jahres“ bezeichnet. Des Weiteren tanzte sie Hauptrollen in Schwanensee, Coppélia und in Glen Tetleys The Sphinx.

### Royal Ballet
Im Juli 2000 wurde sie gebeten, als Ersatz für die verletzte Darcey Bussell die Rolle der Giselle am Royal Ballet zu tanzen. Auf Grund ihrer außergewöhnlichen Darbietung engagierte sie dessen Direktor Anthony Dowell gegen Ende desselben Jahres als Primaballerina. Im Alter von 25 Jahren war sie die erste Spanierin, die in dieses renommierteste Ballett des Vereinigten Königreichs eintrat. Zudem war sie, nach Maja Plissezkaja, die zweitjüngste Künstlerin überhaupt, die Primaballerina assoluta wurde. In den folgenden 12 Jahren tanzte sie dort in Hauptrollen des klassischen Repertoires, unter anderem in Choreografien von Kenneth MacMillan und Frederick Ashton sowie in Kenneth MacMillans Isadora und in Ricardo Cués Choreografien, darunter die Titelrolle im Ballett Schneewittchen. Darüber hinaus engagierte sie sich auch als Lehrerin an der Ballettschule des Royal Ballet.

### Verletzungen
Während einer Vorstellung im Jahr 2002 zitterte sie auf der Bühne, als sie die Rolle der Clara im Nussknacker tanzte. Nach der Vorstellung wurde im Krankenhaus ein Blinddarmdurchbruch festgestellt. Obwohl ihr gesagt wurde, sie solle sechs Wochen pausieren, begann sie zwei Wochen später wieder zu tanzen. Dabei erlitt sie einen Zusammenbruch und musste erneut ins Krankenhaus. Jahre später gab sie zu, es sei völlig falsch gewesen, und niemand solle so etwas tun.
2003 erlitt Rojo bei den Vorbereitungen für eine Australien-Tournee des Royal Ballet eine Entzündung des Fußballens. Ihr Fuß schwoll auf die Größe eines Tennisballs an. Die Ärzte empfahlen eine Operation, die ihre Karriere möglicherweise beendet hätte. Monate später, nach einer langwierigen Rehabilitation, nahm sie das Tanzen wieder auf. Sie sagte, die Verletzung habe ihre Sicht auf das Leben, ihren Körper und den Tanz verändert. Sie wisse jeden einzelnen Tag mehr zu schätzen und habe gelernt, dass man nichts im Leben als selbstverständlich ansehen solle. Aufgrund dieser Erfahrung entwickelte sie gemeinsam mit ihrem Vater ein Gerät zum Dehnen von Ballettschuhen, um für Tänzerinnen mit deformiertem Großzehengelenk den Druck des Schuhs auf das Gelenk zu mindern.

### English National Ballet

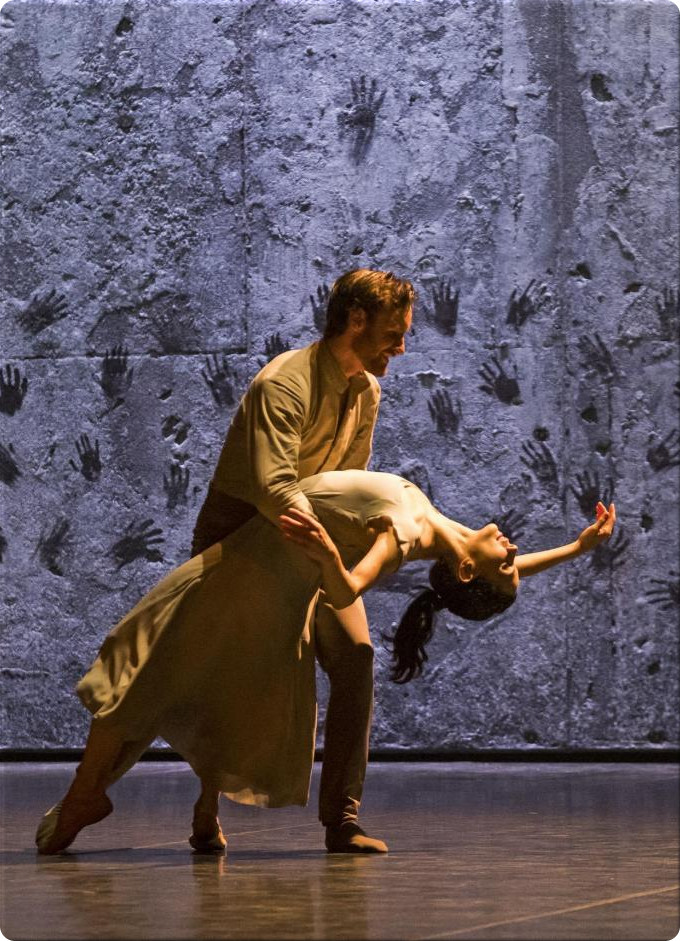
Tamara Rojo in Giselle am English National Ballet

2012 wurde Tamara Rojo künstlerische Leiterin des English National Ballet (ENB) in Nachfolge von Wayne Eagling.
2014 war sie die Hauptdarstellerin in einer Dokumentation der BBC mit dem Titel: Good Swan, Bad Swan: Dancing Swan Lake.
Unter ihrer Leitung wurde das ENB das erste Mal in seiner Geschichte zu einem Auftritt in der Pariser Opéra Garnier eingeladen. Im Juni 2016 führte das ENB eines der Stücke auf, für die es besonders berühmt war: Marius Petipas und Konstantin Sergejews Choreografie zu Adams Le Corsaire in einer Neubearbeitung von Anna-Marie Holmes. Im selben Jahr erlangte sie an der Universität Rey Juan Carlos den Doktortitel.
2017 gewann das ENB in der Kategorie Tanz für Giselle in der Choreografie von Akram Khan den Olivier Award. Akram Khan gewann den Preis der Kritik 2017 für die beste klassische Choreografie, und Alina Cojocaru gewann den Preis als herausragende klassische Tänzerin für ihre Interpretation der Titelrolle. Die Dokumentation Giselle: Belle of the Ballet der BBC schildert die Geschichte der historischen Entwicklung von Giselle und der Neufassung durch Akram Khan.
Im Januar 2022 hatte Tamara Rojos eigene Choreografie zu Raymonda Premiere im London Coliseum. Ihre Fassung spielt im Krimkrieg des 19. Jahrhunderts. Die Titelrolle, getanzt von ihr selbst, bezog sie auf Charakter und Handlungen von Florence Nightingale.

### San Francisco Ballet
Im Januar 2022 wurde sie als künstlerische Leiterin des San Francisco Ballet berufen. Sie ist die erste Frau an der Spitze des San Francisco Balletts und die erste Spanierin an der Spitze eines führenden Balletts der Vereinigten Staaten. Im Juni 2022 trat sie, in der Nachfolge des 79-jährigen Helgi Tómasson, ihre neue Stelle an. Mit dem San Francisco Ballet inszenierte sie erneut Raymonda, das Stück, mit dem sie am English National Ballet ihr Debüt als Choreografin hatte.

## Repertoire
| Stück                                               | Rolle                    | Choreograf                                            | Kompanie                                                          |
| --------------------------------------------------- | ------------------------ | ----------------------------------------------------- | ----------------------------------------------------------------- |
| Adagio für Hammerclavier                            |                          | Hans Van Manen                                        | Ballet de la Comunidad de Madrid, English National Ballet         |
| Alice im Wunderland                                 | Herz-Königin             | Christopher Wheeldom, Derek Deane                     | English National Ballet, Royal Ballet                             |
| La Bayadère                                         | Nikiya                   | u. a. Marius Petipa, Natalja Makarowa                 | u. a. English National Ballet, Royal Ballet, Ballet alla Scala    |
| Carmen                                              | Titelrolle               | u. a. Mats Ek, Roland Petit, Wayne McGregor           | English National Ballet, Royal Ballet                             |
| Cinderella                                          | Titelrolle               | Michael Corder, Frederick Ashton                      | English National Ballet, Royal Ballet                             |
| Chroma                                              |                          | Wayne McGregor                                        | Royal Ballet                                                      |
| Coppélia                                            | Swanilda                 | u: a. Roland Petit, Ronald Hynd, Marius Petipa        | U. a. The New Tokyo Ballet, English National Ballet, Royal Ballet |
| Don Quixote                                         | Kitri                    | Wladimir Wassiljew, Rudolf Nurejew                    | The Tokyo Ballet, Royal Ballet, Ballet Alla Scala                 |
| Der Dreispitz                                       |                          | Léonide Massime                                       | Ballet de l′Opera de Nice                                         |
| Dornröschen                                         | Aurora                   | u. a. Marius Petipa, Natalja Makarowa, Rudolf Nurejew | English National Ballet, Royal Ballet                             |
| Eugen Onegin                                        | Tatjana                  | John Cranko                                           | Royal Ballet                                                      |
| Five Brahms Waltzes in the Manner of Isadora Duncan |                          | Frederick Ashton                                      | Royal Ballet                                                      |
| Giselle                                             | Titelrolle               | U. a. Akram Khan, Peter Wright, Alicia Alonso         | U. a. English National Ballet, Ballet Nacional de Cuba            |
| Homage to the Queen                                 |                          | Frederick Ashton                                      | Royal Ballet                                                      |
| Isadora                                             |                          | Kenneth MacMillan                                     | Royal Ballet                                                      |
| Jewels                                              |                          | George Balanchine                                     | Royal Ballet                                                      |
| Le jeune homme et la mort                           |                          | Roland Petit                                          | English National Ballet                                           |
| Lied der Erde                                       |                          | Kenneth MacMillan                                     | Royal Ballet, English National Ballet                             |
| Manon                                               | Titelrolle               | Kenneth MacMillan                                     | Royal Ballet, Finland Ballet                                      |
| Mayerling                                           | Mary Vetsera             | Kenneth MacMillan                                     | Royal Ballet                                                      |
| Der Nussknacker                                     | Clara                    | Wayne Eagling, Peter Wright, Derek Deane              | English National Ballet, Royal Ballet                             |
| Paquita                                             |                          | Marius Petipa                                         | English Nal. Ballet                                               |
| Raymonda                                            | Titelrolle, Choreografie | Rudolf Nurejew, sie selbst                            | English National Ballet                                           |
| Raymonda                                            | Choreografie             |                                                       | San Francisco Ballet                                              |
| Requiem                                             |                          | Kenneth MacMillan                                     | Royal Ballet                                                      |
| Romeo und Julia                                     | Julia                    | Kenneth MacMillan, John Cranko, Derek Deame           | English National Ballet, Royal Ballet                             |
| Le Sacre du printemps                               | Die Auserwählte          | Kenneth MacMillan                                     | English National Ballet, Royal Ballet                             |
| Schwanensee                                         | Odette                   | u. a. Marius Petipa, Derek Deane, Lew Iwanow          | U. a. English National Ballet, Royal Ballet, Kirow Ballett        |
| Spring and Fall                                     |                          | John Neumeier                                         | English National Ballet                                           |
| Sphinx                                              |                          | Glen Tetley                                           | English National Ballet                                           |
| La Sylphide                                         | Titelrolle               | August Bournonville, Frank Andersen, Sorella Englund  | English National Ballet, Royal Ballet, Scottish Ballet            |
| Les Sylphides                                       |                          | Michel Fokine                                         | Royal Ballet                                                      |
| Undine                                              | Titelrolle               | Frederick Ashton                                      | Royal Ballet                                                      |

## Auszeichnungen (Auswahl)
- 1994 Grand Prix beim Concours International de Danse de Paris[6]
- 1996 Preis der italienischen Kritik[33]
- 2002 Spanische Goldmedaille für Verdienste um die Schöne Kunst[33]
- 2004 Premio Positano Léonid Massine[33]
- 2005 Premio Prince de Asturias gemeinsam mit Maja Plissezkaja[34]
- 2008 Medaille der Stadt Madrid[35]
- 2012 Goldmedaille für schöne Künste des John F. Kennedy Center for Performing Arts[36]
- 2016 Commander des Order of the British Empire[37][38]
- 2021 Goldmedaille der spanischen Akademie für darstellende Kunst[39]

## Privatleben
Tamra Rojo ist verheiratet mit dem Balletttänzer Isaac Hernández.